# العلاقات القرغيزستانية الكندية
العلاقات القيرغيزستانية الكندية هي العلاقات الثنائية التي تجمع بين قيرغيزستان وكندا.

## مقارنة بين البلدين
هذه مقارنة عامة ومرجعية للدولتين:
| وجه المقارنة                                              | قيرغيزستان                      | كندا                     |
| --------------------------------------------------------- | ------------------------------- | ------------------------ |
| المساحة (كم2)                                             | 199.95 ألف                      | 9.98 مليون               |
| عدد السكان (نسمة)                                         | 6.20 مليون                      | 35.70 مليون              |
| الكثافة السكانية (ن./كم²)                                 | 31.01                           | 3.58                     |
| العاصمة                                                   | بيشكك                           | أوتاوا                   |
| اللغة الرسمية                                             | اللغة الروسية، اللغة القيرغيزية | لغة إنجليزية، لغة فرنسية |
| العملة                                                    | سوم قيرغيزستاني                 | دولار كندي               |
| الناتج المحلي الإجمالي (بليون دولار)                      | 7.56 مليار                      | 1.65 تريليون             |
| الناتج المحلي الإجمالي (تعادل القوة الشرائية) بليون دولار | 20.45 مليار                     | 1.59 تريليون             |
| الناتج المحلي الإجمالي الاسمي للفرد دولار أمريكي          | 1.10 ألف                        | 43.25 ألف                |
| الناتج المحلي الإجمالي للفرد دولار أمريكي                 |                                 | 45.07 ألف                |
| مؤشر التنمية البشرية                                      | 0.655                           | 0.913                    |
| رمز المكالمات الدولي                                      | +996                            | +1                       |
| رمز الإنترنت                                              | .kg                             | .ca                      |
| المنطقة الزمنية                                           | ت ع م+06:00                     |                          |

## مدن متوأمة
في ما يلي قائمة باتفاقيات التوأمة بين مدن قيرغيزستانية وكندية:
- ترتبط بيشكك مع تورونتو باتفاقية توأمة منذ 1991.[14][14]

## منظمات دولية مشتركة
يشترك البلدان في عضوية مجموعة من المنظمات الدولية، منها:
| علم المنظمة | اسم المنظمة                        | تاريخ انضمام قيرغيزستان | تاريخ انضمام كندا |
| ----------- | ---------------------------------- | ----------------------- | ----------------- |
|             | مؤسسة التنمية الدولية              | 24 سبتمبر 1992          | 24 سبتمبر 1960    |
|             | اتفاقية السماوات المفتوحة          | ?                       | ?                 |
|             | منظمة الأمن والتعاون في أوروبا     | 30 يناير 1992           | 25 يونيو 1973     |
|             | يونسكو                             | 2 يونيو 1992            | 4 نوفمبر 1946     |
|             | مؤسسة التمويل الدولية              | 11 فبراير 1993          | 20 يوليو 1956     |
|             | منظمة حظر الأسلحة الكيميائية       | ?                       | ?                 |
|             | الأمم المتحدة                      | 2 مارس 1992             | 9 نوفمبر 1945     |
|             | الاتحاد الدولي للاتصالات           | 20 يناير 1994           | 1 يوليو 1908      |
|             | منظمة الشرطة الجنائية الدولية      | ?                       | ?                 |
|             | البنك الدولي للإنشاء والتعمير      | 18 سبتمبر 1992          | 27 ديسمبر 1945    |
|             | الاتحاد البريدي العالمي            | ?                       | ?                 |
|             | وكالة ضمان الاستثمار متعدد الأطراف | 21 سبتمبر 1993          | 12 أبريل 1988     |
|             | بنك التنمية الآسيوي                | 1994                    | 1966              |
|             | منظمة التجارة العالمية             | ?                       | ?                 |

## أعلام
هذه قائمة لبعض الشخصيات التي تربطها علاقات بالبلدين:
- روزا أوتونباييفا (23 أغسطس 1950 – )

## وصلات خارجية
- موقع وزارة الخارجية الكندية